# Yamunanagar
Yamunanagar là một thành phố và là nơi đặt hội đồng đô thị (municipal council) của quận Yamunanagar thuộc bang Haryana, Ấn Độ.

## Địa lý
Yamunanagar có vị trí 30°06′B 77°17′Đ / 30,1°B 77,28°Đ Nó có độ cao trung bình là 255 mét (836 feet).

## Nhân khẩu
Theo điều tra dân số năm 2001 của Ấn Độ, Yamunanagar có dân số 189.587 người. Phái nam chiếm 54% tổng số dân và phái nữ chiếm 46%. Yamunanagar có tỷ lệ 74% biết đọc biết viết, cao hơn tỷ lệ trung bình toàn quốc là 59,5%: tỷ lệ cho phái nam là 77%, và tỷ lệ cho phái nữ là 70%. Tại Yamunanagar, 12% dân số nhỏ hơn 6 tuổi.